# Australephestiodes stictella
Australephestiodes stictella är en fjärilsart som beskrevs av George Francis Hampson 1901. Australephestiodes stictella ingår i släktet Australephestiodes och familjen mott. Inga underarter finns listade i Catalogue of Life.